# Myrmica sinensis
Myrmica sinensis  (лат.) — вид мелких муравьёв рода Myrmica (подсемейство мирмицины).

## Распространение
Южная Азия: южный Китай, Гуанси-Чжуанский автономный район.

## Описание
Мелкие коричневые муравьи длиной около 5 мм с очень длинными шипиками заднегруди. Ноги и усики светлее общей окраски тела. Дорсальная поверхность груди и затылочная часть головы покрыты многочисленными длинными волосками. Почти всё тело (голова и грудка, стебелёк) покрыто грубыми продольными морщинками. От близких видов (M. emeryi и M. pulchella) отличается наличием сетчатой скульптуры. Скапус усика рабочих длинный; петиоль также удлинённый. Стебелёк между грудкой и брюшком состоит из двух члеников: петиолюса и постпетиолюса (последний четко отделен от брюшка), жало развито, куколки голые (без кокона). Половые особи (самки и самцы) и биология не исследованы.

## Систематика
Близок к видам из комплекса Myrmica ritae-complex и группы Myrmica ritae-group. Наиболее отличительной чертой данного вида служат экстремально грубая скульптура верхней поверхности головы, где на уровне глаз между лобными валиками расположены только 4 морщинки (только виды Myrmica pulchella, Myrmica margaritae, Myrmica emeryi обладают сходными признаками грубой морщинистости). Вид был впервые описан в 2001 году энтомологами А. Г. Радченко (Украина), С. Жу (Zhou, S., Китай) и Г. Элмсом (Великобритания). Название вида M. sinensis происходит от латинского имени Китая (Sinae).